# Banu 'Abd al-Qays
I Banū ʿAbd al-Qays (in arabo ﺑﻨﻮ ﻋﺒﺪ ﺍﻟﻘﻴﺲ‎?) sono stati un'antica tribù araba che faceva parte dei Rabi'a e che quindi apparteneva ai cosiddetti Arabi settentrionali adnaniti. 
Gli ʿAbd al-Qays erano insediati nella regione del Bahrein, nell'Arabia orientale, sul Golfo Persico ed erano sedentari dediti all'agricoltura, all'allevamento e alla pesca.

## Religione
Gli ʿAbd al-Qays, i Taghlib, gli al-Namir e alcune parti dei Banu Bakr erano in gran parte cristiani prima dell'avvento dell'Islam. I Taghlib rimasero fedeli alla loro fede, mentre gli 'Anaza e il resto dei Bakr si dice adorassero un idolo dal nome si al-Saʿīr (o Suʿayr).